# گژگوش براون
گِژِگوش میخاو براون (لهستانی: Grzegorz Michał Braun؛ ‏ [ˈɡʐɛɡɔʂ]؛ زادهٔ ۱۱ مارس ۱۹۶۷) کارگردان فیلم، فیلم‌نامه‌نویس، سیاستمدار و روزنامه‌نگار اهل لهستان است.
او دانش‌آموختهٔ دانشگاه برسلاو است. او مدتها به فعالیت سیاسی پرداخته و در سال ۲۰۱۵ میلادی خود را نامزد ریاست جمهوری لهستان نمود و همواره از مخالفان پیوستن لهستان به اتحادیه اروپا بوده‌است.